# Theridion leucophaeum
Theridion leucophaeum là một loài nhện trong họ Theridiidae.
Loài này thuộc chi Theridion. Theridion leucophaeum được Eugène Simon miêu tả năm 1905.